# Błagowieszczenskoje (stacja kolejowa)
Błagowieszczenskoje (ros. Благовещенское) – stacja kolejowa w miejscowości Błagowieszczenskoje, w rejonie wołokołamskim, w obwodzie moskiewskim, w Rosji. Położona jest na linii Moskwa – Siebież.